# This House / Paradise
«This House / Paradise» — двойной сингл с альбома Workin’ Overtime американской певицы Дайаны Росс, выпущенный в 1989 году в США лейблом Motown. Дистрибуцией в мире занималась компания EMI, однако там сингл был разделён надвое: по отдельности были выпущены песни «This House» и «Paradise».
Изначально планировалось, что «This House» станет ведущим синглом с альбома, однако Росс настояла на «Workin’ Overtime». Тем не менее, песня не смогла добиться успеха, поднявшись только до 64-й строчки в чарте Hot Black Singles. Куда большей популярностью обладала «Paradise», раскрученная на танцевальном рынке благодаря ремиксам Шепа Петтибона, достигнув 11-й строчки в чарте Dance Club Play в сентябре 1989 года.
Обе песни исполнялись во время тура The Workin’ Overtime World Tour.

## Отзывы критиков
В AllMusic отметили трек «This House» как один из самых ярких в альбоме. В европейском журнале Music & Media назвали «Paradise» лучшим треком альбома Мафф Фицджералд из Record Mirror заявил, что единственные достойные песни — сочная баллада «This House» и «Paradise» с пикантными ремиксами Шепа Петтибона. В журнале Stereo Review отметили, что в какой-то степени треки наподобие «This House» спасают альбом. Фрэнк Коган из Spin выделил в альбоме две хорошие танцевальные записи, одна из которых —«Paradise».

## Музыкальные видео
Для обеих песен были сняты музыкальные видеоклипы.

## Список композиций

### «This House / Paradise»
12"-сингл (Северная Америка)
1. «This House» — 5:34
2. «Paradise» (Club Version) — 7:45
3. «Paradise» — 3:58

7"-сингл (Северная Америка)
1. «This House» — 4:20
2. «Paradise» — 3:58

12"-сингл (Европа)
1. «This House» — 5:36
2. «Chain Reaction» (Live) — 3:52
3. «This House» (7 Inch Version) — 4:20

7"-сингл (Европа)
1. «This House» — 4:20
2. «Chain Reaction» (Live) — 3:52

CD-сингл (Европа)
1. «This House» (7 Inch Version) — 4:23
2. «Chain Reaction» (Live) — 3:55
3. «This House» (12 Inch Version) — 5:36

### «Paradise»
12"-сингл (Северная Америка)
1. «Paradise» (7" Version) — 3:58
2. «Paradise» (Club Mix) — 7:45
3. «Paradise» (Dub Mix) — 8:08

12"-сингл (Европа)
1. «Paradise» (Exotic Mix) — 7:49
2. «Paradise» (Desert Island Dub) — 8:14
3. «We Stand Together» (Edit) — 3:14

12"-сингл (Европа)
1. «Paradise» (12" Remix) — 7:48
2. «We Stand Together» — 5:07

7"-сингл (Европа)
1. «Paradise» (LP Version) — 3:58
2. «We Stand Together» — 5:07

## Чарты
| Чарт (1989)                           | Высшая позиция |
| ------------------------------------- | -------------- |
| США (Billboard Hot R&B/Hip-Hop Songs) | 64             |

| Чарт (1989)                       | Высшая позиция |
| --------------------------------- | -------------- |
| Великобритания (UK Singles Chart) | 61             |
| США (Billboard Dance Club Songs)  | 11             |